# Pokorny Lia
Pokorny Lia (született Pokorny Aurélia, Hatvan, 1971. november 23. –) magyar színésznő.

## Életpályája
Mivel édesapjának a foglalkozása szakács, sokat költözött a család: élt Salgótarjánban, Visegrádon, Esztergomban, Mátraházán és Dömösön is. 1992–1993 között a Pinceszínház stúdióban tanult és dolgozott. 1994–1995 között az Atlantis Mozgásszínház tagja volt. 1997-ben vendégszerepelt a Budapesti Kamaraszínházban. 1997–1998 között a Bárka Színház stúdióban tanult. 1997–2001 között a Bárka Színházban, játszott. 2002–2012 között az Új Színház társulatának tagja volt. 2007 óta a Beugró című televíziós műsor állandó szereplője. 2012-2022 között a Centrál Színház tagja volt. 2012-ben a Csillag születik egyik zsűritagja az RTL Klubnál. 2020-ban Ő volt a Polip jelmez alatt az Álarcos énekesben.

## Magánélete
A 90-es években együtt élt Tasnádi István íróval. Volt férje Csányi Sándor színész, egy fiuk van, Mihály (2003). Élettársa volt Huszár Zsolt színművész is.

## Színházi szerepei

### Pokorny Auréliaként
A Színházi adattárban regisztrált bemutatóinak száma: 3.
- Chikamatsu Monzaemon: Versekkel kártyázó szép hölgyek... Cinege
- Marivaux: Vita a szerelemről... Hermiane
- Tasnádi István: Titanic vízirevü... Cindy

### Pokorny Liaként
A Színházi adattárban regisztrált bemutatóinak száma: 32.
- Arthur Miller: Megszállottak... Elizabet Proktor
- Az eastwicki boszorkányok ... Alex
- Bácskai Juli pszichoszínháza ... Komfortzóna, Így utazunk mi
- Bennett: Beszélő fejek... A nagy esély - Lesley
- Beth Henley : A szív bűnei ... Meg Magrath
- Black Comedy
- Carlo Goldoni: Karneválvégi éjszaka... Marta asszony
- Carlo Goldoni: Mirandolina... Dejanira
- Csányi János: A játék... Anita
- Csehov: Cseresznyéskert... Dunyása
- Csehov: Sirály... Mása
- David Lindsay-Abaire: Jó emberek ... Jane
- David Lindsay-Abaire: Tökéletlenek ... Claire
- De Angelis: Színházi bestiák... Mrs. Marshall
- Dolgok, amikért érdemes élni (monodráma)
- Donald Margulies: Pillanatfelvétel ... Sarah
- Dosztojevszkij: Szonya...
- Füst Milán: A feleségem története...
- Hét boszorka
- Hunyady Sándor: Júliusi éjszaka... A komorna
- Kapecz-Pataki: Vedd könnyen, szivi!... Kiss Mici
- Kiss Márton: Angéla evangéliuma, avagy a váterdősi patkányfogó
- László Miklós: Illatszertár ... Balázs kisasszony
- Lanner-Henning-Shapiro: Vadorzók... Fanny Hubanks; Diana; Mrs. Reed; Utcalány; Turista
- Mayenburg: A csúnya... Fanny
- Mc Dogan: Leenan szépe ... Maureen Folan
- Michael Frayn: Függöny fel! ... Dotty
- Molnár Ferenc: Az üvegcipő... Irma
- Molnár Ferenc:Liliom ... Juli, a cselédlány, Lujza, az öreg Juli lánya
- Nina Raine: Nemek és igenek ... Geyle/Laura
- Neil Nabute: Valami csaj(ok)
- Parti-Nagy: Tisztújítás... Aranka
- Presznyakov: Csónak... Jon exfelesége
- Rudolf-Búss-Hársing: Keleti Pu...
- Schiller: Don Carlos... Eboli hercegnő
- Shaffer: Black comedy... Miss Furnival
- Simon Stephens: A kutya különös esete az éjszakában ... Judy
- Szép Ernő: Ádámcsutka... Iboly
- Szép Ernő: Lila ákác... Tóth Manci
- Szép Ernő: Vőlegény... Kornél
- Tasnádi István: NEXXT... Bíboros; Niké
- Závada Pál: Jadviga párnája... Irmus; Anci
- Webster: Amalfi hercegnő... Júlia
- Weiss: Jean Paul Marat üldöztetése és meggyilkolása, ahogy a charentoni elmegyógyintézet színjátszói előadják De Sade úr betanításában... Charlotte Corday
- William Shakespeare: Ahogy tetszik... Rosalinda
- William Shakespeare: Othello, a velencei mór... Desdemona
- William Shakespeare: Sok hűhó semmiért... Beatrice

## Filmjei
| - Nexxt (2000) - I love Budapest (2001) - Szent Iván napja (2003) - Somlói galuska (2004) - A miskolci boniésklájd (2004) - Szoknya (2006) - Vacsora (2008) - Szakítópróba (2008) - Poligamy (2009) - Mozaik (2009) - Pál Adrienn (2010) - Parkoló (2014) - Kút (2016) - Becsületes megtaláló (2018) - Valami Amerika 3. (2018) - Nagykarácsony (2021) - Nyugati nyaralás (2022) | - Kisváros (2000) - A Hortobágy legendája (2007) - Beugró (2007–2017) - Hajónapló (2009) - Keleti pu. (2010) - Matula kalandpark (2011) - Társas játék (2011-2012) - Mindenből egy van (2012) - Munkaügyek (2014) - A mi kis falunk (2018–) - Ízig-vérig (2019) - Jófiúk (2019) - Segítség! Itthon vagyok! (2020) |

## Kötetei
- Holnapra is marad. Receptgyűjtemény a fenntarthatóság jegyében; 21. Század, Budapest, 2020

## CD-k és hangoskönyvek
- Michael Bond: Paddington itt és most (2020)
- Michael Bond: Paddington folytatja (2019)
- Michael Bond: A medve, akit Paddingtonnak hívnak (2018)
- Lázár Ervin: Hapci király (2016)
- Vadadi Adrienn: Leszel a barátom? (2016)
- Wilhelm Hauff: A kis Mukk története és más mesék (2013)
- Gerald Durrell: Léghajóval a világ körül (2011)
- Gerald Durrell: Léghajóval a dinoszauruszok földjén (2010)

## Kép és hang
- Beugró
- [halott link]

## Díjai
- Paulay Ede-díj (2004,2008 [10] 2008)
- Vidor Fesztivál: Colombina-díj – A legjobb női szereplő (2005, 2022)[11]
- Story Érték-díj (2009)
- Glamour Woman of the Year (2012)
- Centrál Színház Közönségdíj (2015, 2016)
- RTL Comet-díj  – Legjobb színésznő (2016)